# Aufschrumpfen

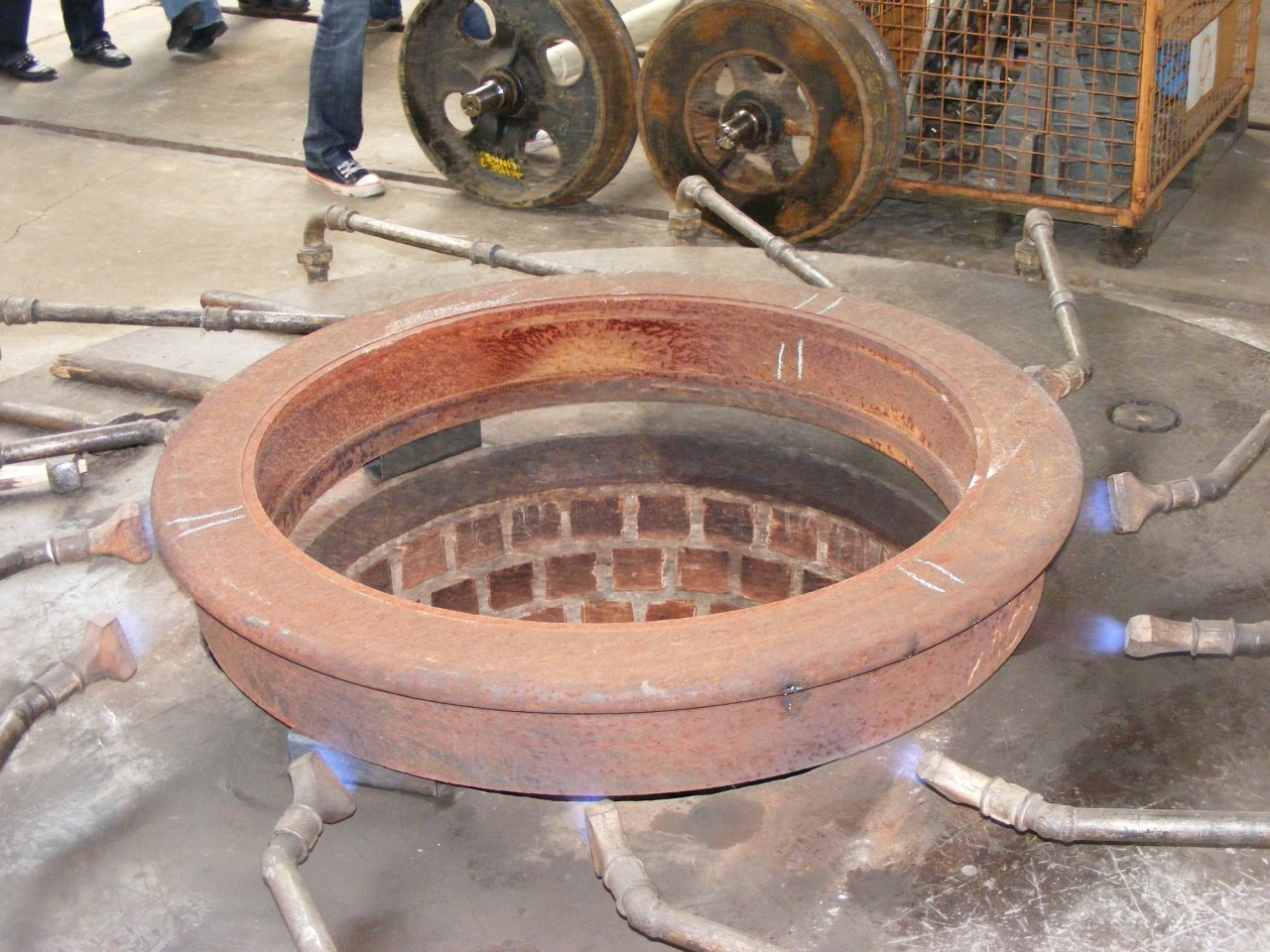
Erwärmung eines Radreifens vor dem Aufschrumpfen

Aufschrumpfen ist ein technisches Verfahren zum kraftschlüssigen Verbinden zweier Teile, das auf dem Prinzip der Wärmeausdehnung basiert.  Es wird die Eigenschaft ausgenutzt, dass sich Stoffe, besonders Legierungen, mit zunehmender Wärme ausdehnen. Das Verfahren wird in vielen Bereichen des Maschinenbaus genutzt, beispielsweise um Welle und Radreifen von Eisenbahnrädern fest miteinander zu verbinden. Das gegenteilige Verfahren ist das sogenannte Kalt- oder Eindehnen. Beide Verfahren können miteinander kombiniert werden.

## Fügevorgang
Bei Aufschrumpfen werden die miteinander zu verbindenden Teile mit einer Übermaßpassung gefertigt. Bei Normaltemperatur können diese beiden Teile nicht oder nur unter erheblichem Kraftaufwand miteinander verbunden werden. Wenn jedoch das Außenteil vorher erhitzt wird, was zu einer Ausdehnung führt, und es anschließend schnell auf das Innenteil, beispielsweise eine Welle oder Achse, aufgezogen wird, schrumpft es beim Abkühlen wieder und presst sich an das Innenteil, so dass eine kraftschlüssige Verbindung entsteht.

### Erwärmung
Vor der Erwärmung ist sicherzustellen, dass alle Werkstoffe, die der Wärme nicht standhalten, entfernt werden. Dazu zählen insbesondere Bauteile aus Kunststoff oder Gummi. Die Erwärmung muss gleichmäßig erfolgen, damit sich das Außenteil nicht durch lokale Überhitzung verzieht. Für die Erwärmung von Kleinteilen eignen sich Elektroheizplatten oder induktiv arbeitende Anwärmgeräte. Bei größeren Bauteilen kommen Gasbrenner, Ölbäder oder Heißluftgebläse zum Einsatz.
Temperaturen über 250 °C sollten bei Verbindungen, die wieder gelöst werden sollen, vermieden werden, um zu verhindern, dass die Oberflächen der Passung verzundern. Die Verzunderung erhöht die Haftkraft der Passung, was bei einer Verbindung, die nicht mehr gelöst werden soll, wünschenswert sein kann.